# 美国企业研究院
美国公共政策企业研究院（American Enterprise Institute for Public Policy Research），简称美国企业研究院（American Enterprise Institute (AEI)），是一个位于美国首都华盛顿特区的智库，研究政府、政治、经济和社会福利。美国企业研究院是一个独立非营利性机构，建立于1938年，主要由基金会、企业、个人赞助支持。其宣称的宗旨是：守护并改善美国自由和民主资本主义的原则与制度，即有限政府、私人企业、个人自由与责任、谨慎与有效的国防及外交政策、政治责任和公开辩论。美国企业研究院与保守主义和新保守主义关联密切，但宣称自身没有党派倾向。

## 歷史

### 成立
AEI脫胎於美國企業協會（AEA），該協會由路易斯·布朗（Lewis H. Brown）領導的一群紐約商人於1938年創立。AEA最初的使命是促進「公眾對通過維護自由競爭企業制度為美國人民帶來的社會和經濟優勢的更多知識和理解」。AEI的成立者包括禮來、通用磨坊、百時美施貴寶、化學銀行、克萊斯勒和潘恩韋伯的高管。
1943年，AEA的主要辦公室從紐約市遷至華盛頓，當時國會的投資組合在第二次世界大戰期間大幅增加。AEA反對新政丶 旨在提出關於有限政府的古典自由主义論點。1944年，AEA召集了一個經濟諮詢委員會，為研究設定了高標準;這最終成為學術顧問委員會，幾十年來，其中包括著名的經濟學家和社會科學家，如羅納德·科斯、馬丁·費爾德斯坦、米爾頓·弗裡德曼、羅斯科·龐德和詹姆斯·威爾遜。
AEA在華盛頓的早期工作涉及委託並向國會分發立法分析，國會發展了AEA與梅尔文·莱尔德和傑拉爾德·福特的關係。布朗最終將AEA的重點轉移到委託研究政府政策上。這些主題從財政到貨幣政策，從醫療保健到能源，作者包括Earl Butz，John Lintner，前新政Raymond Moley和Felix Morley。布朗於1951年去世，AEA萎靡不振。1952年，一群年輕的政策制定者和公共知識份子——包括萊爾德、老威廉·J·巴魯迪、保羅·麥克拉肯和默里·魏登鮑姆——開會討論復活AEA。1954年，巴魯迪成為該協會的執行副主席。

### 老威廉·J·巴魯迪 （1954–1980）
老威廉·J·巴魯迪（William J. Baroody Sr.）於1954年至1962年擔任執行副總裁，並於1962年至1978年擔任總裁。巴魯迪為AEA籌集資金，以擴大其財務基礎，使其超越董事會的商業領袖。在1950年代和1960年代，AEA的工作被描述為更加尖銳和集中，包括詹姆斯·麥基爾·布坎南、Gottfried Haberler、Edward Banfield、Rose Friedman、P. T. Bauer和Alfred de Grazia的專著。
1962年，AEA更名為美國企業公共政策研究所（AEI），以避免與代表試圖影響政治家的商業利益的貿易協會混淆。1964年，老威廉·J·巴魯迪和他在AEI的幾名高級職員，包括卡爾·海絲，擔任共和黨總統候選人巴里·戈德華特的政策顧問和演講稿撰稿人。「儘管巴魯迪和他的工作人員試圖在自己的時間支援戈德華特，而不使用該機構的資源 - 但在競選後的幾年裡，AEI受到了美國國稅局的密切關注，」Andrew Rich寫道。眾議員賴特·派特曼（Wright Patman）傳喚了該研究所的稅務文件，美國國稅局調查了兩年。在此之後，AEI的官員甚至試圖避免出現政治宣傳。
直到1970年代，AEI仍然是一個邊緣業務，在國家政治中幾乎沒有實際影響。哈佛大學經濟學家哈伯勒是1972年第一個加入的人。1977年，前總統傑拉爾德·福特作為“傑出研究員”加入AEI。福特帶來了幾位政府官員，包括亞瑟·伯恩斯、羅伯特·博克、大衛·格根、詹姆斯·米勒三世、勞倫斯·西爾伯曼和安東寧·斯卡利亞。福特還創立了AEI世界論壇，並一直主持到2005年。在此期間僱用的其他員工包括Herbert Stein和Walter Berns。巴魯迪的兒子小威廉·J·巴魯迪（William J. Baroody Jr.）曾是福特白宮的官員，此時也加入了AEI，於1978年從父親手中接任主席一職。
老巴魯迪齊心協力招募支援新政和偉大社會的新保守主義者，但對他們認為福利國家的失敗感到不滿。這也包括拒絕喬治·麥戈文和平議程的冷戰鷹派。他將欧文·克里斯托、珍妮·柯克帕特里克，Michael Novak和Ben Wattenberg帶到了AEI。在AEI期間，柯克·派翠克撰寫了《獨裁和雙重標準》一文;這引起了羅納德·雷根的注意，她後來被任命為美國常駐聯合國代表。AEI在1970年代末和1980年代初也成為供給側經濟學家的家園，到1980年，AEI的預算從100萬美元和10名員工增長到800萬美元的預算和125名員工。

### 小威廉·J·巴魯迪（1980年－1986年）
老巴魯迪於1978年退休，由他的兒子老巴魯迪於1980年去世，就在羅納德·里根就任美國總統前不久。
在里根時代，幾個AEI職員轉移至政府。再加上驚人的增長、研究活動的擴散和管理問題，證明這是代價高昂的。當時支持AEI的一些基金會察覺到政治上向中心的漂移。像福特、伯恩斯和斯坦這樣的中間派與正在崛起的運動保守派發生衝突。1986年，約翰·M·奧林基金會和史密斯·理查森基金會撤回了對該研究所的資助，將AEI推向了破產的邊緣。董事會解僱了小巴魯迪，並且在臨時總裁保羅·麥克拉肯（Paul McCracken）的任期內，於1986年12月聘請克里斯多福·德穆斯（Christopher DeMuth）擔任董事長。德穆斯在任二十二年。

### 克里斯多福·德慕斯（1986年至2008年）
1990年，在曼哈頓研究所放棄了查爾斯·默裏之後，AEI聘請了他（並獲得了他的布拉德利基金會對鐘形曲線的支持）。其他由德穆斯帶給AEI的包括約翰·博爾頓、迪內希·德索薩、理查德·切尼、林恩·切尼、麥可·巴隆、詹姆斯·K·格拉斯曼、紐特·金瑞契、約翰·洛特和阿雅安·希爾西阿里。
在喬治·H·W·布什和比爾·柯林頓政府時期，AEI的收入從1000萬美元增長到1890萬美元。該研究所的出版物《輿論》和《美國經濟研究所經濟學家》合併為《美國企業》，1990年至1995年由卡爾·鮑曼編輯，1995年至2006年由卡爾·津斯邁斯特編輯，格拉斯曼創建了那個美國人。德穆斯在AEI進入數字時代時主持了AEI。
AEI與喬治·W·布什政府關係密切。二十多名AEI工作人員在布什政府任職，布什在三個場合向該研究所發表了講話。“我很欽佩AEI-我相信你知道，”布什說。“畢竟，我一直在借用你們最優秀的人才。”
內閣官員也經常加入AEI。2002年，Danielle Pletka加入AEI，促進外交政策部門。AEI和它的幾個職員-包括Michael Ledeen和Richard Perle-變得與伊拉克戰爭的開始有關。喬治·W·布什總統在2003年2月的AEI晚宴上呼籲建立一個民主化的伊拉克，意在激勵其他中東國家。在2006-07年，包括弗雷德里克·W·卡根在內的AEI工作人員爲2007年伊拉克增兵提供了一個戰略框架。布什政府還利用AEI在其他領域的工作，如利昂·卡斯被任命爲總統生物倫理委員會的第一任主席，以及諾曼·J·奧恩斯坦起草兩黨競選改革法案的工作，布什於2002年簽署了該法案。

### 亞瑟·布魯克斯（2008–2019）
當德穆斯於2008年底退休時，AEI的員工人數為185人，包括70名學者和數十名兼職人員，收入為3130萬美元。亞瑟·C·布魯克斯（Arthur C. Brooks）在2000年代末經濟衰退開始時接替他擔任主席。在2009年《華爾街日報》的一篇專欄文章中，布魯克斯將AEI定位為在應對巴拉克·奧巴馬政府的政策方面更加積極。2018年，布魯克斯宣佈他將於2019年7月1日辭職。

#### 終止大衛·弗拉姆的居留權
2010年3月25日，AEI常駐研究員David Frum宣佈他在該組織的職位已被“終止”。在宣佈這一消息後，媒體推測弗魯姆因在他的FrumForum博客上寫了一篇名為〈滑鐵盧〉的文章而“被迫下臺”，他在帖子中批評共和黨不願意與民主黨人就“患者保護和平價醫療法案”討價還價。在社論中，弗拉姆聲稱他的政黨未能達成協定“導致我們遭受了可悲和不可逆轉的失敗”。
在他被解僱后，弗拉姆澄清說，他的文章受到了AEI主席亞瑟布魯克斯的“歡迎和慶祝”，他被要求離開是因為“這是艱難的時期”。布魯克斯曾向弗拉姆提供為AEI寫作的機會，但弗拉姆拒絕了。第二天，記者邁克·艾倫發表了與弗拉姆的對話，其中弗拉姆表示相信他的解僱是捐助者壓力的結果。Frum表示：「AEI代表了保守主義世界中最好的......但是精英不再領導了...我認為亞瑟·布魯克斯（Arthur Brooks）對此並不滿意。我覺得他感到很尷尬。」

### 羅伯特·多爾（2019年至今）
2019年1月，Robert Doar被AEI董事會選爲第十二任主席，於2019年7月1日接替亚瑟·布鲁克斯。